# 하인리히 2세 (신성 로마 황제)
하인리히 2세(독일어:Heinrich II, 973년 – 1024년 7월 13일)는 오토 왕가의 다섯 번째이자 마지막 군주이다. 하인리히 2세 성인왕 이라고도 불렸다.
하인리히 매사냥꾼왕의 증손자로, 또 하인리히 1세 (바이에른)의 손자로, 그리고 하인리히 2세 (바이에른)의 아들로, 1002년에 독일의 왕, 1004년에 이탈리아의 왕이 되었으며 1014년부터는 신성 로마 제국의 황제였다. 그러나 이탈리아를 점령하고 제국에 반대한 군주 아르뒤노가 죽은 뒤, 1014년이 되어서야 이탈리아를 통치할 수 있었다. 성인으로 지정된 유일한 독일 왕이다.